# Georg Ratzinger
Georg Ratzinger (Pleiskirchen, 15 de janeiro de 1924 – Regensburg, 1 de julho de 2020) foi um sacerdote católico e músico católico alemão, conhecido por seu trabalho como maestro do Regensburger Domspatzen, o coro da catedral de Regensburg. Ele era o irmão mais velho do Papa Bento XVI. Seu tio-avô era o político alemão Georg Ratzinger.

## Início da vida e serviço militar
Ratzinger nasceu em Pleiskirchen, Baviera, filho de Joseph Ratzinger, um policial, e Maria Ratzinger, née Peintner. Seu irmão mais novo é Joseph, que mais tarde reinou como Papa Bento XVI de 2005 a 2013, e eles tiveram uma irmã, Maria. No início de sua vida ele mostrou talento musical, tocando o órgão da igreja já na idade de 11 anos. Em 1935 ele entrou no seminário menor em Traunstein e teve instrução musical profissional lá. Em 1941 encontrou pela primeira vez o coro da Regensburger Domspatzen, que mais tarde dirigiria, quando se apresentaram em Salzburgo por ocasião do 150º aniversário da morte de Mozart.
Durante a Segunda Guerra Mundial, no verão de 1942, Ratzinger foi convocado para o Reichsarbeitsdienst e no mesmo outono para a Wehrmacht. Em 12 de junho de 1944, ele foi baleado no braço durante uma briga em Bolsena, Itália. No final da guerra, ele era um prisioneiro de guerra do Exército dos EUA nas proximidades de Nápoles, mas logo foi libertado e voltou para casa em julho de 1945.

## Educação e ordenação
Em janeiro de 1946, ele e seu irmão Joseph entraram no seminário da arquidiocese de Munique e Freising para estudar para o sacerdócio. Ao mesmo tempo, ele prosseguiu seus estudos musicais. Georg e Joseph foram ordenados sacerdotes em 1951 pelo Cardeal Michael von Faulhaber. Posteriormente, Ratzinger estudou música sacerdotal em Munique, enquanto servia em diferentes funções sacerdotais para a diocese.

## Regensburger Domspatzen

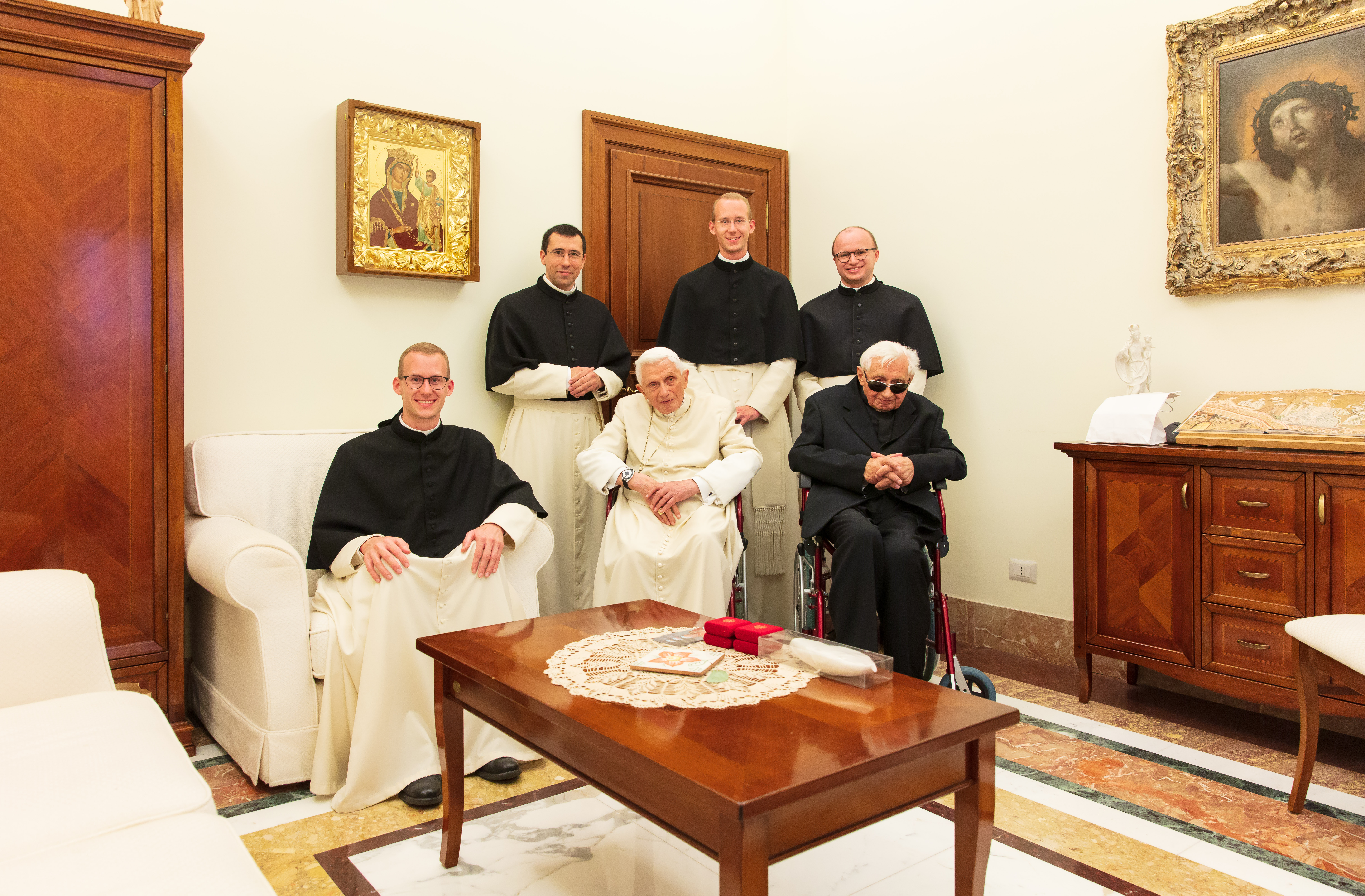
Georg Ratzinger visitando seu irmão Bento XVI em 2019

Ratzinger completou seus estudos em 1957 e tornou-se diretor do coro em sua paróquia em Traunstein. Em fevereiro de 1964 ele foi nomeado diretor musical, Domkapellmeister, na Catedral de São Pedro em Regensburg, tornando-se assim o mestre do coro da catedral, o Regensburger Domspatzen.
Em 1977 Ratzinger conduziu o Domspatzen na consagração de seu irmão Joseph como Arcebispo de Munique e Freising. Eles cantaram em homenagem à rainha Elizabeth II em sua visita de Estado em 1978, e na visita do Papa João Paulo II a Munique em 1980. Eles também deram um concerto para os convidados do estado na cúpula da OTAN em 1982 sob os auspícios do presidente da Alemanha Karl Carstens.

### Casos de abusos físicos e sexuais
Após casos de abuso físico e abuso sexual no Regensburger Domspatzen se terem tornado públicos em 2010, o estilo educativo e de liderança de Ratzinger também foi alvo de críticas. Ele próprio admitiu ter castigado ocasionalmente o mau comportamento com bofetadas na cara, de acordo com o estilo educativo geralmente utilizado na altura. De acordo com a revista Der Spiegel, antigos cantores do Coro descreveram Ratzinger como "extremamente colérico e irascível". Outros antigos cantores do Coro vieram em defesa de Ratzinger e sublinharam que não tinha havido tal uso de violência contra os cantores no seu tempo.
De acordo com o relatório final de 440 páginas (Julho 2017) de Ulrich Weber, o advogado encarregado pela diocese de conduzir extensas investigações sobre os incidentes no Regensburger Domspatzen na sua totalidade, Ratzinger não tinha conhecimento da violência sexual no Domspatzen, mas não intervira em casos de violência física, apesar de ter conhecimento da mesma. Foram encontradas pelo relatório 547 vítimas de abusos e violências.   Segundo Weber, o irmão do papa emérito estava ciente dos casos e teria "olhado para o outro lado", pois uma "cultura de silêncio" reinava no seio do coro, onde a protecção da instituição parecia ser primordial.

## Vida posterior

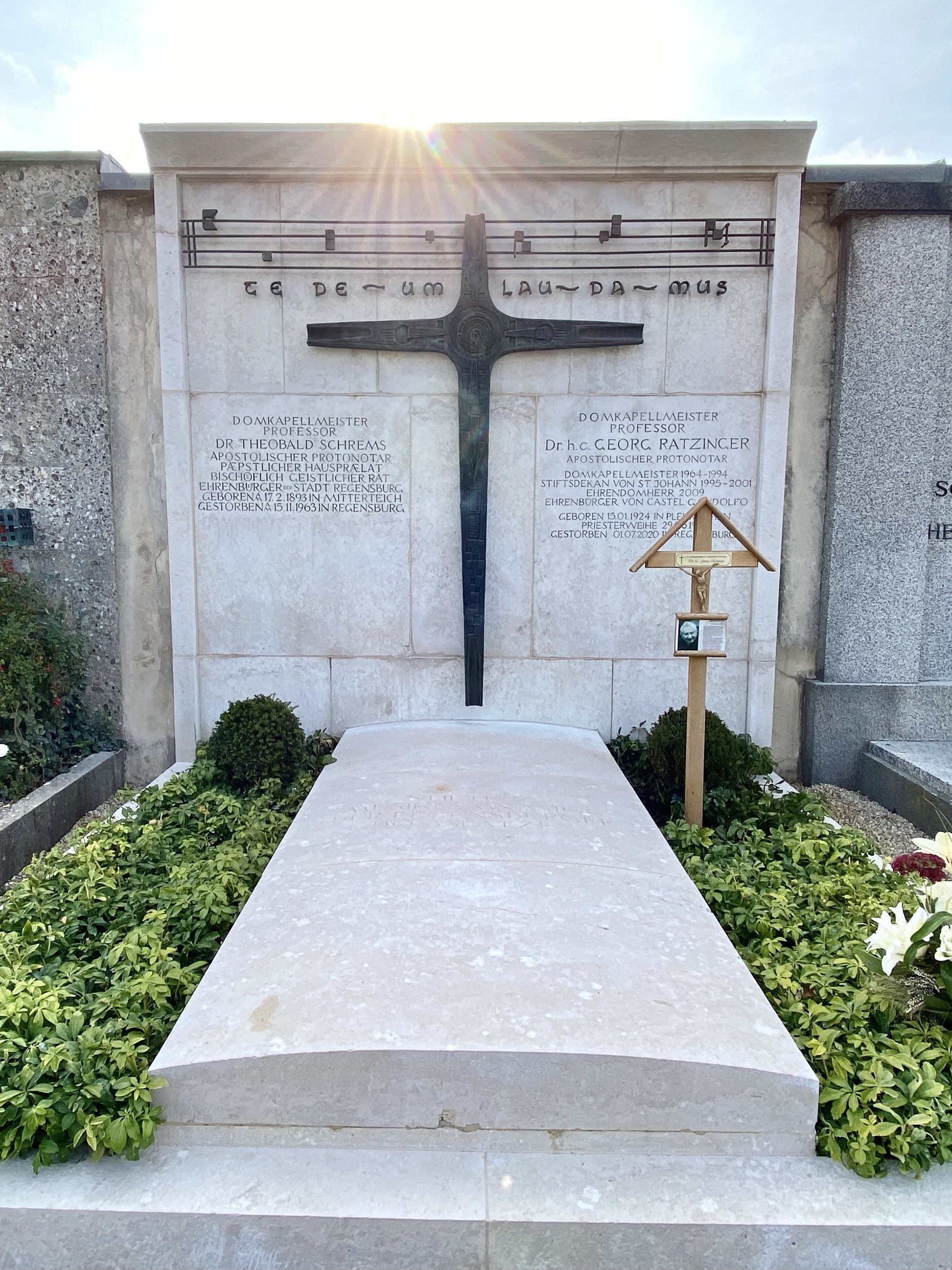
Túmulo de Theobald Schrems e Georg Ratzinger no cemitério católico inferior de Regensburg

Ratzinger se aposentou de seu cargo de diretor do coro em 1994 e foi feito cônego em Regensburg em 25 de janeiro de 2009.  Em 2005, durante uma visita a seu irmão em Roma, sintomas de insuficiência cardíaca e arritmia levaram a uma breve admissão no hospital Policlínica da Universidade Agostino Gemelli.
Em 29 de junho de 2011, Ratzinger comemorou 60 anos como padre e deu uma entrevista sobre o tema, durante a qual observou que, durante a cerimônia de ordenação, "meu irmão era o segundo mais novo, embora houvesse alguns mais velhos". Ele também observou que "eu tenho a estola e a batina daquele dia". Ele celebrou seu 90º aniversário em 2014 com Bento XVI no Vaticano. Sua festa de aniversário foi organizada por Michael Hesemann e os convidados incluíram a jornalista de religião americana Lauren Green, que tocava piano, Georg Gänswein e Gerhard Ludwig Müller. As comemorações incluíram uma carta pessoal escrita por Maria Elena Bergoglio a Ratzinger.
Em 18 de junho de 2020, Ratzinger estaria "seriamente" doente enquanto seu irmão Bento XVI o visitava em Regensburg. Ele morreu duas semanas depois, em 1º de julho de 2020, aos 96 anos.

## Condecorações
- Distintivo de Ferida Negra (1944)
- Cruz de Ferro 2ª Classe (1944)
- Ordem de Mérito da Baviera (1983)
- Protonotário apostólico (1993)
- Cruz de Honra Austríaca para Ciência e Arte, 1ª classe (2004)
- Cidadão honorário de Castel Gandolfo (2008)
- Grã-Cruz da Ordem do Mérito da República Italiana (2009)
- Pontifikalvesper do Bispo Gerhard Ludwig Müller da Catedral de Regensburg (2009)
- Prémio da Fundação Pró Música e Arte Sacra (2010)